# Succisa trichotocephala
Succisa trichotocephala là một loài thực vật thuộc họ Dipsacaceae. Đây là loài đặc hữu của Cameroon. Môi trường sống tự nhiên của loài này là đồng cỏ đất thấp nhiệt đới hoặc cận nhiệt đới. Chúng bị đe dọa do mất môi trường sống.